# Алсек
Алсек (англ. Alsek River) — река на северо-западе Северной Америки. Течёт по территории Юкон, по провинции Британская Колумбия в Канаде, а также и по штату Аляска США. Впервые нанесена на карту в 1852 году русским гидрографом Михаилом Тебеньковым.

## География
Питаясь от ледников гор Святого Ильи, второго по величине в мире прибрежного горного хребта, река берет своё начало в национальном парке Клуэйн, в юго-западном углу территории Юкон в окружении величественных гор, сияющих ледников и широких долин. Началом реки считается место слияния трёх стекающих с ледников рек: Дизадеш (Dezadeash), Каскавалш (Kaskawulsh) и Дасти (Dusty) на высоте 600 м. При слиянии образуется широкое водное кружево из переплетающихся рукавов длиной 16 км, затем следует 74 км стремнин, каньонов, ледников, и плавающих айсбергов. Река течёт на юг в северо-западный угол Британской Колумбии, где на территории провинциального парка Татшеншини-Алсек с ней сливается река Татшеншини. Свой последний участок река проходит по территории США и впадает в залив Драй-Бей южнее Якутат и приносит много ила и наносов. Длина реки составляет около 250 км. Самое опасное место на реке — Каньон Тёрнбэк (Turnback Canyon) — считается несудоходным и сплав через него очень опасен, то тем не менее опытные и квалифицированные каноисты рискуют преодолевать его.

## Интересные факты
Река пересекает настолько дикие и безлюдные места, что дикие животные живут здесь спокойно и безмятежно. Обитатели парка являются представителями как арктических, так и тихоокеанских видов. Растительный мир имеет много эндемиков.
В 1986 году 90 километровый участок реки Алсек на территории Национального парка Клуэйн был включён в Список охраняемых рек Канады (Canadian Heritage Rivers).
Национальный парке Клуэйн является частью объекта всемирного наследия парки и резерваты Клуэйн, Врангель-Сент-Элайас, Глейшер-Бей и Татшеншини-Алсек (совместно с США).
Река Алсек имеет ряд существенных особенностей, в том числе природные ландшафты, которые сформировались под действием воды, ветра и ледников. Многие места вдоль реки имеют исключительную естественную красоту. Самые важные канадские северные экосистемы находятся в этих местах. Наиболее интересные особенности реки:
- Хребты Клуэйн (Kluane) и Айсфилд (Icefield) гор Святого Ильи, видимые с реки, включают самые высокие пики в стране — Стил (Mt. Steele) (5073 м), гора Святого Ильи (Mt. Elias) (5488 м) и Логан (Mt. Logan) (5959 м). Вершина горы Логан является наивысшей точкой Канады.

- Ледники Фишер и Лоуэлл являются одними из самых больших и длинных в мире. Лоуэлл сформировал большую часть долины реки и её берегов.

- Периодическое создание ледником Лоуэлл огромных плотин изо льда поперёк долины. Одна из плотин, сформированная в недавнее геологическое время, была более чем 150 метров высотой и вода затопила всю долину реки выше протоки Хейнс (Haines).

- Дюны реки Алсек, расположенные вдоль восточной части верхней долины.

- Наибольшее количество медведей гризли в Канаде.

- Большое число других больших млекопитающих, включая волков, американских лосей, росомах, тонкорогих баранов, горных козлов, койотов и рысей.

- Более чем 170 разновидностей птиц, включая беркутов, орланов, соколов-сапсанов и других птиц, которым угрожает опасность в других частях Северной Америки.

- Сибирская осока произрастает только возле реки Алсек и ещё в одном месте Северной Америки[3].

- Река Алсек на последнем участке пути к океану пересекает американскую территорию, которую сами американцы называют Panhandle — ручка кастрюли. Alaska Pandhandle глубоко вдаётся на юг, отрезая дорогу к океану половине территории Британской Колумбии. До 1867 года и «ручка» и сама «кастрюля» (Аляска) были территорией Российской империи.

Название реки на языке тлингит обозначает «место, где люди отдыхают»

## Галерея
- Впадение реки Алсек в Драй Бей
- река Алсек (вдали) при впадении в неё Сагден Крик (Sagden Creek)
- Вид реки Алсек с самолёта
- Вид горы Логан с юго-запада